# Jesper Faurschou
Jesper Skak Faurschou (tidligere Jesper Lind Faurschou) (født 1. juli 1983 i Herning) er en dansk atlet som har løbet for Herning Løbeklub i hele sin karriere.
Faurschou konkurrerer i flere forskellige distancer inden for de længere løb. Hans primære discipliner har tidligere været 10.000 meter, halvmaraton og cross, men er i dag maratondistancen, hvor det er lykkedes ham på tre år i streg at kvalificere sig til EM (2010 Barcelona), VM (2011 Daegu) og OL 2012 i London. 
Faurschou har vundet et stort antal danske mesterskaber på 5.000 meter, 10.000 meter, 10 km landevej, kort cross og  halvmaraton. Han er samtidig den yngste nogensinde til at vinde Dansk Atletik Forbunds vinterturnering fire gange i træk senest 2008/2009. På nuværende tidspunkt (primo 2015) er det samlede antal vinterturneringssejre på 6 sejre og dermed rekord - en syvende ser ud til at være på vej.  
Han er ofte inventar på de danske landshold i mellem- og langdistanceløb til diverse internationale turneringer, herunder cross, baneløb og landevejsløb. Ved tre Nordiske Mesterskaber på 10.000 meter er han således også blevet bedste dansker. Han har siden 2004 været indlemmet i det danske crosslandshold til de nordiske mesterskaber, der afholdes hvert år. Derudover har han siden 2008 ligeledes været deltager i det årligt tilbagevendende EM i cross. 
I 2007 lykkedes det ham for første gang, at komme under 30 min på en 10.000 meter, efter at have kæmpet med grænsen over en længere periode. Han vandt det danske mesterskab i tiden 29.50,19 min, og kom således ind som nummer 42 på alle tiders danske rangliste.
Hans personlige træner er den tidligere landstræner på mellem- og langdistancer Karl Åge Søltoft. Han er tidligere trænet af Thomas Nolan Hansen.
Han er, ved siden af sin løbekarriere, lærer på Handelsgymnasiet Ikast-Brande, der er en del af Herningsholm Erhvervsskole (tidligere Viborg Gymnasium og HF og Vejle Idrætsefterskole).

## Biografi
Opvokset i Herning-området, hvor der er forholdsvis stor interesse for løb, er han vokset op med gode muligheder for at udvikle sit potentiale. Han bor nu i Silkeborg, efter at have boet flere år i Aarhus for at uddanne sig på Aarhus Universitet.
I 2011 blev han gift med Line Skak, og i foråret 2012 blev han cand.mag. i nordisk sprog og litteratur på Aarhus Universitet.

## Karriere
Ved de danske mesterskaber i cross i 2008, hvor der for første gang i mange år blev afholdt kort og lang cross over samme weekend, formåede han, at vinde begge titler. Det var 1. gang nogensinde, at han kunne løfte den prestigefyldte Christian 10.'s kongepokal. Samme år satte han PR i et sololøb til de danske mesterskaber og kvalificerede sig til VM halvmaraton i Rio De Janerio 
Hvor mange eliteløbere deltager til mange motionsløb for, at vinde præmierne, så deltager han i meget få og nøje udvalgte løb. Han er dog blevet blandt de bedste danskere til Etape Bornholm. I sit debutår i 2006, blev han nummer 2 af danskerne, kun overgået af Dennis Jensen. I 2007 blev han bedste dansker til Etape Bornholm.
Faurschou fik en fornem maratondebut, da han ved Berlin Marathon 2009 kom i mål som nummer 15 på tiden 2,17,33. Det er den hurtigste tid af en dansker siden 2002. Han er løb EM i Barcelona 2010 på maraton.
Med en personlig rekord på 2,16,15 timer og en 17. plads ved London Marathon 2011 sikrede han sig en billet til VM i Daegu Sydkorea, hvor han gennemførte VMs maratonrute i tiden 2,21,15. Grundet de langtfra optimale vejrforhold skal man ikke se så meget på tiden som på placeringen som nummer 34 ud af 66 startende.
Den personlige rekord på halvmarathon blev opnået ved VM på halvmarathondistancen i København i 2014. Faurschou underviser samtidig i dansk på handelsskolen i Herning samt gymnasiet i Ikast

## Personlige rekorder
| Disciplin   | Bane          | Landevej     |
| ----------- | ------------- | ------------ |
| 1500 meter  | 3.51,39 min.  |              |
| 3000 meter  | 8.11,98 min.  |              |
| 5000 meter  | 14.15,56 min. | 14.35 min.   |
| 10000 meter | 29.43,39 min. | 29.40 min.   |
| Halvmaraton |               | 1.04,01 time |
| Maraton     |               | 2.16.15 time |